# Peniophorella guttulifera
Peniophorella guttulifera ist eine Ständerpilzart aus der Familie der Fältlingsverwandten (Hymenochaetaceae). Sie besitzt teppichartige, membranöse Fruchtkörper von weißlicher Farbe aus und wächst auf Totholz von Laubbäumen. Die Art ist in weiten Teilen der Holarktis verbreitet, wo sie die gemäßigte Klimazone bewohnt.

## Merkmale

### Makroskopische Merkmale
Peniophorella guttulifera besitzt das für die Gattung Peniophorella typische, resupinate (das Substrat bedeckende), membranös-wachsartige Fruchtkörper. Sie sind weißlich bis cremefarben. Das Hymenium ist glatt, lässt jedoch unter der Lupe als Borsten hervortretende Zystiden erkennen.

### Mikroskopische Merkmale
Wie Peniophorella-Arten ist die Hyphenstruktur von Peniophorella guttulifera monomitisch, weist also nur generative Hyphen auf. Die 3–4 µm breiten Hyphen sind hyalin, dünnwandig und stark verzweigt, die Septen weisen stets Schnallen auf. Die Zystiden sind breitzylindrisch mit inkrustierter stumpfer Spitze. Sie treten mit 60–80 × 10–20 µm deutlich aus der Fruchtschicht hervor. Die Basidien der Art sind annähernd keulenförmig, besitzen vier Sterigmata und messen 20–30 × 5–6 µm. An der Basis besitzen sie eine Schnalle. Ihre Sporen sind annähernd wurstförmig, hyalin und dünnwandig. Sie messen 9–12 × 3–4 µm und sind nicht amyloid.

## Verbreitung
Die bekannte Verbreitung der Art umfasst weite Teile der Holarktis, sie bewohnt Regionen mit gemäßigtem Klima.

## Ökologie
Peniophorella guttulifera wächst auf morschem, meist entrindeten und abgefallenem Totholz von Laubbäumen. Die Art befällt unter anderem Hasel (Corylus spp.), Birken (Betula spp.) und Pappeln (Populus spp.).